# آنگلز
آنگلز یک کمون است. این کمون در استان پی دو لا لوآر در شهرستان وانده در غرب فرانسه واقع شده است.